# 卡索雷佐
卡索雷佐（義大利語：Casorezzo），是意大利米兰省的一个市镇。总面积6平方公里，人口5345人，人口密度890.8人/平方公里（2009年）。国家统计（ISTAT）代码为015058。